# Feng Zhe
Feng Zhe (förenklad kinesiska: 冯喆; traditionell kinesiska: 馮喆; pinyin: Féng Zhé), född den 19 november 1987 i Chengdu, Kina, är en kinesisk gymnast.
Han tog OS-guld i herrarnas barr och OS-guld i lagmångkampen i samband med de olympiska gymnastiktävlingarna 2012 i London.